# Nittorps IK
Nittorps IK är en idrottsklubb från Nittorp, i Tranemo kommun, Västergötland. Klubben, som bildades 1943, har ungdomsverksamhet inom ishockey och fotboll (damer). Ishockeyns A-lag spelar säsongen 2022/2023 i Hockeytvåan Södra B. Fotbollens A-lag spelar i division 1 Mellersta Götaland. Hemmamatcherna spelas i Nittorps arena och på Åsavallen. Bland de spelare som har NIK som moderklubb finns Mattias Remstam (SM-guld 2004) och Victoria Sandell Svensson (VM-silver, SM-guld).

## Fotboll
Damfotbollslaget startades 1969 som ett av de tidigare i Sverige och spelade tre säsonger i Sveriges högsta division under perioden 1978–1980. 2015 vann man inomhusturneringen Råslättscupen.

## Ishockey
Nittorp har spelat fem säsonger i Division 1. Första gången man kvalificerade sig var till säsongen 1999/2000 då man höll sig kvar tre säsonger till 2001/2002. Därefter tog det till 2012/2013 innan man kunde göra om bedriften. Denna gång blev man kvar i två säsonger. Sedan dess har man spelat i Hockeytvåan och Hockeytrean.
Ishockeyspelare som spelat i Nittorp och i Elitserien/Svenska hockeyligan är Patrik Wallenberg, Ola Svanberg, Ludvig Claesson och Likit Andersson. Dessutom har Erik Andersson Nittorp som sin moderklubb. 

### Säsonger I Division 1
| Säsong                                    | Division           | Placering | Vårserie                  | Playoff/Kval                            |
| ----------------------------------------- | ------------------ | --------- | ------------------------- | --------------------------------------- |
| 1999/2000                                 | Division I Södra A | 5         | 2:a i vårserien           | 1:a i Playoff Södra B, 3:a i Kvalserien |
| 2000/2001                                 | Division 1 Södra A | 6         | 2:a i vårserien           |                                         |
| 2001/2002                                 | Division 1 Södra A | 5         | 2:a i vårserien           | 3:a i återkval, nerflyttade             |
| 2002–2012 spelade man i lägre divisioner. |                    |           |                           |                                         |
| 2012/2013                                 | Division 1F        | 9         | 7:a i fortsättningsserien | 2:a i kvalserien                        |
| 2013/2014                                 | Division 1F        | 11        |                           | 5:a i kvalserien, nerflyttade           |

### Fotnoter
1. ↑  ”HockeyTvåan Södra A”. Svenska Ishockeyförbundet. http://stats.swehockey.se/ScheduleAndResults/Overview/10442. Läst 9 februari 2020.
2. ↑  ”Tabell och resultat - Div 1 Mellersta Götaland, damer”. https://fogis.se/information/?scr=table&ftid=77238. Läst 9 februari 2020.[död länk]
3. ↑  ”Damfotbollen 40 år”. Nittorps IK. http://www.nittorpsik.o.se/news2.asp?WebID=NIK&LanguageCode=SWE&CountryCode=SE&PageID=2998. Läst 13 oktober 2013.
4. ↑  Jimmy Lindahl (16 juni 2004). ”Maratontabell för högsta damserien 1978-2003”. Bolletinen. http://www.bolletinen.se/sfs/pdf/stat_d_maraton_1978_2003_maratontab_f_hogsta_damserien.pdf. Läst 13 oktober 2013.
5. ↑  ”Husqvarna FF vann Råslättscupen – igen”. Jönköpingsposten. 12 december 2015. Arkiverad från originalet den 22 december 2015. https://web.archive.org/web/20151222131014/http://www.jp.se/article/husqvarna-ff-vann-raslattscupen-igen/. Läst 14 december 2015.